# Bryan Foy
Bryan Foy, född 8 december 1896 i Chicago i Illinois, död 20 april 1977 i Los Angeles i Kalifornien, var en amerikansk skådespelare, regissör och filmproducent. Han var son till Eddie Foy.

## Filmografi i urval
- 1927 – Rodd, hopp och kärlek (manus)
- 1928 – Lights of New York (regi)
- 1939 – Doktor X kommer tillbaka (produktion)
- 1943 – Rapport från Guadalcanal (produktion)
- 1948 – Nattmänniskan (produktion)
- 1951 – Jag var kommunistspion (produktion)
- 1953 – Vaxkabinettet (produktion)
- 1954 – Livsfarlig stad (produktion)
- 1954 – The Mad Magician (produktion)
- 1963 – Torpedbåt 109 (produktion)